# Bradford Park Avenue Association Football Club
 (novembre 2019).
Si vous disposez d'ouvrages ou d'articles de référence ou si vous connaissez des sites web de qualité traitant du thème abordé ici, merci de compléter l'article en donnant les références utiles à sa vérifiabilité et en les liant à la section « Notes et références ».
Maillots
Bradford Park Avenue AFC est un club de football professionnel basé à Bradford, West Yorkshire.
Lors de la saison 2019-2020, il évolue en National League North, au sixième niveau du système pyramidal anglais.

## Histoire
En 1914, il est promu en Football League First Division, nom alors porté par le championnat d'Angleterre de football.
En 1921, il est relégué en Football League Second Division.
En 1922, le club est de nouveau relégué, en troisième division, Football League Third Division.
En 1928, le club est de retour en Second Division.
En 1950, le club est rétrogradé en Fourth Division.
En 1961, le club retourne en Third Division, mais sera de retour en D4 en 1963.
En 1988, la reformation du club à lieu, le club devra évoluer en championnat amateur anglais.
Lors de la saison 2004-2005, le club est membre pour la Conference North (D6), mais est relégué en Northern Premier League (D7), et retourne en Conference North la saison suivante.
A l'issue de la saison 2022-23, le club est relégué en Northern Premier League.

## Logos

Ancien logo.
Logo actuel.

## Liste des entraîneurs
| Fred Halliday    |  | 1907–1908 |
| George Gillies   |  | 1908–1911 |
| Tom Maley        |  | 1911–1924 |
| Charlie Parker   |  | 1924      |
| Peter O'Rourke   |  | 1924–1925 |
| David Howie      |  | 1925      |
| Claude Ingram    |  | 1925–1934 |
| Billy Hardy      |  | 1934–1936 |
| David Steele     |  | 1936–1943 |
| Fred Emery       |  | 1943–1951 |
| Vic Buckingham   |  | 1951–1953 |
| Norman Kirkman   |  | 1953–1955 |
| Jack Breedon     |  | 1955      |
| Bill Corkhill    |  | 1956–1957 |
| Alf Young        |  | 1957–1959 |
| Walter Galbraith |  | 1958–1961 |
| Jimmy Scoular    |  | 1961–1964 |
| Jock Buchanan    |  | 1964–1967 |
| Jack Rowley      |  | 1967–1968 |
| Don McCalman     |  | 1968      |
| Laurie Brown     |  | 1968–1969 |
| Don McCalman     |  | 1969–1970 |
| Frank Tomlinson  |  | 1970      |
| Tony Leighton    |  | 1970–1973 |
| Roy Ambler       |  | 1973–1974 |

| Bob Wood                     |  | 1988      |
| Mick Hall                    |  | 1988–1989 |
| Jim Mackay                   |  | 1989–1993 |
| Gordon Rayner                |  | 1993–1996 |
| Trevor Storton               |  | 1996–2004 |
| Carl Shutt                   |  | 2004–2005 |
| Gary Brook                   |  | 2005–2006 |
| Phil Sharpe                  |  | 2006–2007 |
| Benny Phillips               |  | 2007–2008 |
| Dave Cameron                 |  | 2008      |
| Mike Marsh (intérimaire)     |  | 2008      |
| John Deacey                  |  | 2008–2009 |
| Lee Sinnott                  |  | 2009      |
| John Deacey                  |  | 2009–2010 |
| Simon Collins                |  | 2010      |
| John Deacey                  |  | 2010–2015 |
| Martin Drury                 |  | 2015–2016 |
| Darren Edmondson (caretaker) |  | 2016      |
| Alex Meechan                 |  | 2016      |
| Mark Bower                   |  | 2016–2019 |
| Garry Thompson               |  | 2019      |
| Marcus Law (Interim Manager) |  | 2019-     |